# Cyathea tryonorum
Cyathea tryonorum är en ormbunkeart som först beskrevs av Riba, och fick sitt nu gällande namn av David Bruce Lellinger. Cyathea tryonorum ingår i släktet Cyathea och familjen Cyatheaceae. Inga underarter finns listade.